# フローラン・マナドゥ
フローラン・マナドゥ（Florent Manaudou、1990年11月12日 - ）は、フランスの競泳・ハンドボール選手。2012年ロンドン五輪50メートル自由形金メダリスト。2004年アテネ五輪400m自由形金メダリストのロール・マナドゥは姉。

## 来歴
3歳から水泳を始める。
2011年上海世界水泳では50mバタフライで5位に入る。
初めてのオリンピック出場となった2012年ロンドン五輪では50m自由形に出場し、21秒34のタイムで金メダルを獲得した。2004年アテネ五輪400m自由形金メダルの姉のロールと姉弟金メダリストになった。
2016年リオ五輪で個人種目では50m自由形で銀メダルを獲得したのちに、競泳競技を一時休止しハンドボール選手へと転身した。